# Vaufrey
Vaufrey település Franciaországban, Doubs megyében. Lakosainak száma 147 fő (2022. január 1.). Vaufrey Courtefontaine, Glère, Indevillers és Montjoie-le-Château községekkel határos.

## Népesség
A település népessége az elmúlt években az alábbi módon változott:
| Lakosok száma | 235  | 156  | 157  | 144  | 156  | 158  | 158  | 157  | 153  | 147  |
|               | 1968 | 1982 | 1990 | 2006 | 2013 | 2015 | 2017 | 2019 | 2020 | 2022 |